# Cernihovo-Tokmaceansk, Cernihivka
Cernihovo-Tokmaceansk (în ucraineană Чернігово-Токмачанськ) este un sat în așezarea urbană Cernihivka din raionul Cernihivka, regiunea Zaporijjea, Ucraina.

## Demografie
Componența lingvistică a localității Cernihovo-Tokmaceansk
     Ucraineană (98%)
     Rusă (2%)
Conform recensământului din 2001, majoritatea populației localității Cernihovo-Tokmaceansk era vorbitoare de ucraineană (98%), existând în minoritate și vorbitori de rusă (2%).